# Cinemagraphe

Cinemagraphe : la branche de gauche se balance légèrement dans le vent.

Un cinémagraphe (traduction française du terme anglophone « cinemagraph ») est une photographie animée d'un léger mouvement répétitif. Il est généralement au format GIF animé et peut donner l'impression de regarder une vidéo.

## Technique
Les cinémagraphes sont généralement produits en prenant une série de photos ou une vidéo, et arrangeant les images en boucle de sorte que le mouvement entre les images soit perçu comme un mouvement répétitif et continu qui contraste avec le reste de l'image.
Un site web proposant les techniques sur le terrain et logiciel pour créer un cinémagraphe 

## Histoire
Le terme « cinémagraphe » (cinemagraph) a été inventé par les Américains Kevin Burg et Jamie Beck, respectivement photographes et spécialistes de l'animation, qui utilisèrent cette technique pour animer leurs photos de mode à partir de début 2011, à l'occasion de la Fashion Week de cette année.